# Rosenkakadua
Rosenkakadua (Eolophus roseicapilla) är en av de vanligaste och mest spridda kakaduorna. Den förekommer i öppna landskap i nästan alla delar av Australiens fastland. 

## Utbredning och systematik

### Utbredning
Rosenkakaduor återfinns i alla Australiens delstater och på Tasmanien, och saknas endast i de torraste områdena och längst norrut på Kap Yorkhalvön. De är vanliga i några storstadsområden, till exempel Perth, och vanliga eller mycket vanliga i öppna landskap med enstaka spridda träd där de kan söka skydd. De förändringar som den europeiska koloniseringen av Australien medfört och som varit katastrofala för många djurarter har varit mycket fördelaktiga för rosenkakaduan på grund av att skogar huggits ned i bördiga områden och vattenställen för boskap skapats i torra områden.

### Systematik
Rosenkakaduans taxonomi är omdiskuterad. Den placeras vanligtvis i det egna släktet Eolophus. Det finns klara morfologiska likheter mellan rosenkakaduan och de vita kakaduorna i släktet Cacatua och initialt beskrevs rosenkakaduan som Cacatua roseicapilla. DNA-analyser har även indikerat ett nära släktskap med nymfparakit och skär kakadua. Det förekommer framodlade hybrider mellan rosenkakadua och skär kakadua.
Rosenkakaduan delas vanligtvis upp i tre underarter:
- E. r. kuhli – förekommer i de norra delarna av kontinenten.
- E. r. roseicapillus – förekommer i de västra och västra centrala delarna av kontinenten.
- E. r. assimilis – förekommer i de östra centrala delarna och i östra Australien så långt söderut som till Tasmanien.

De flesta tama rosenkakaduor utanför Australien tillhör underarten assimilis.

## Utseende
Rosenkakaduan har grå rygg, rosa ansikte och bröst och ljusare rosa tofs. Könen är lika, bortsett från ögonfärg där hanen har brun iris och honan röd. Den är vanligen omkring 35 centimeter lång och väger mellan 300 och 400 gram. De tre underarterna skiljer sig åt morfologiskt. Underarten kuhli tenderar att vara något mindre och särskiljer sig genom skillnader i tofsens och ögonringens form. Underarten assimilis är tydligt blekare än den sydöstliga underarten roseicapillus. 

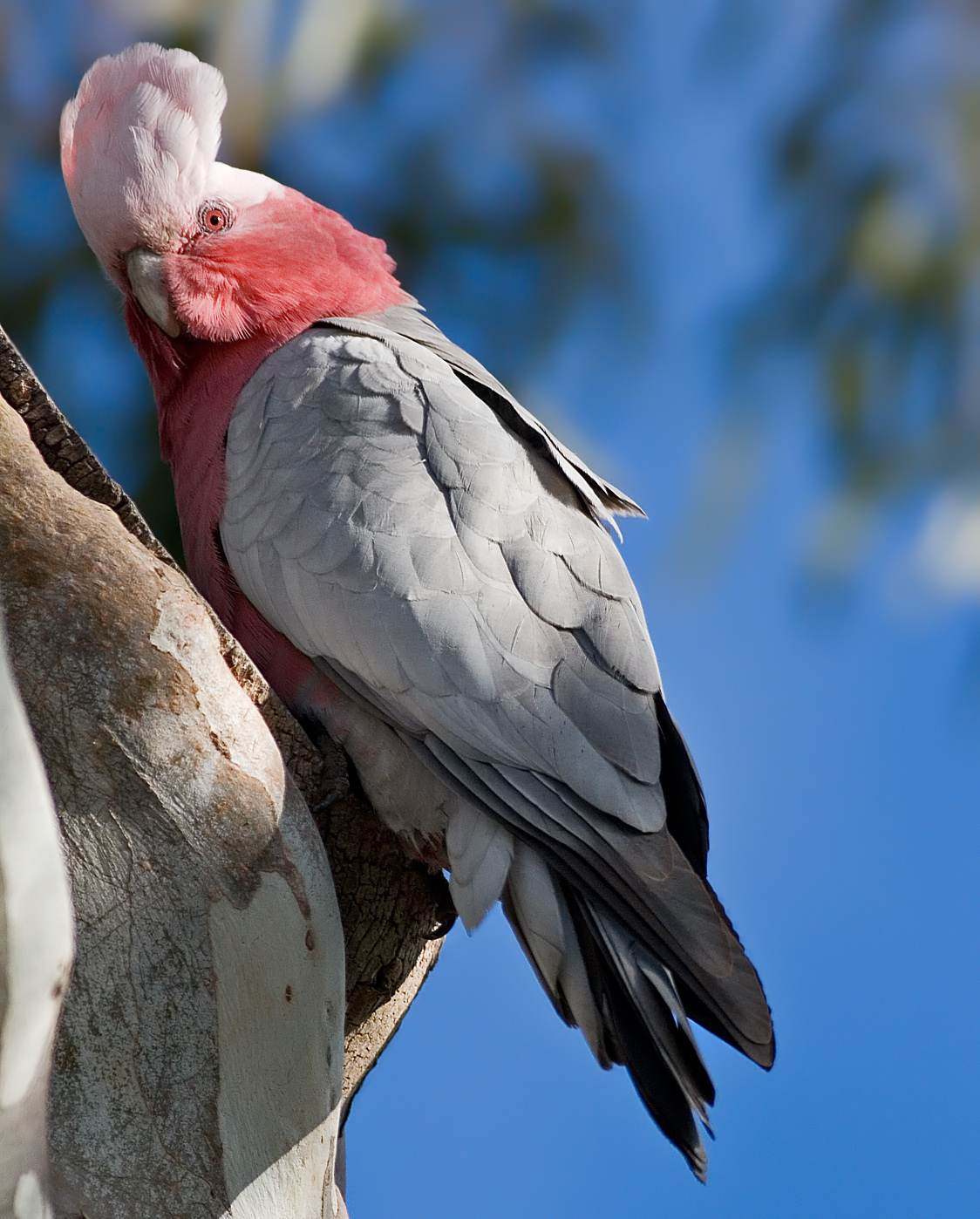
Adult hona av underarten assimilis. Notera rödaktig iris.
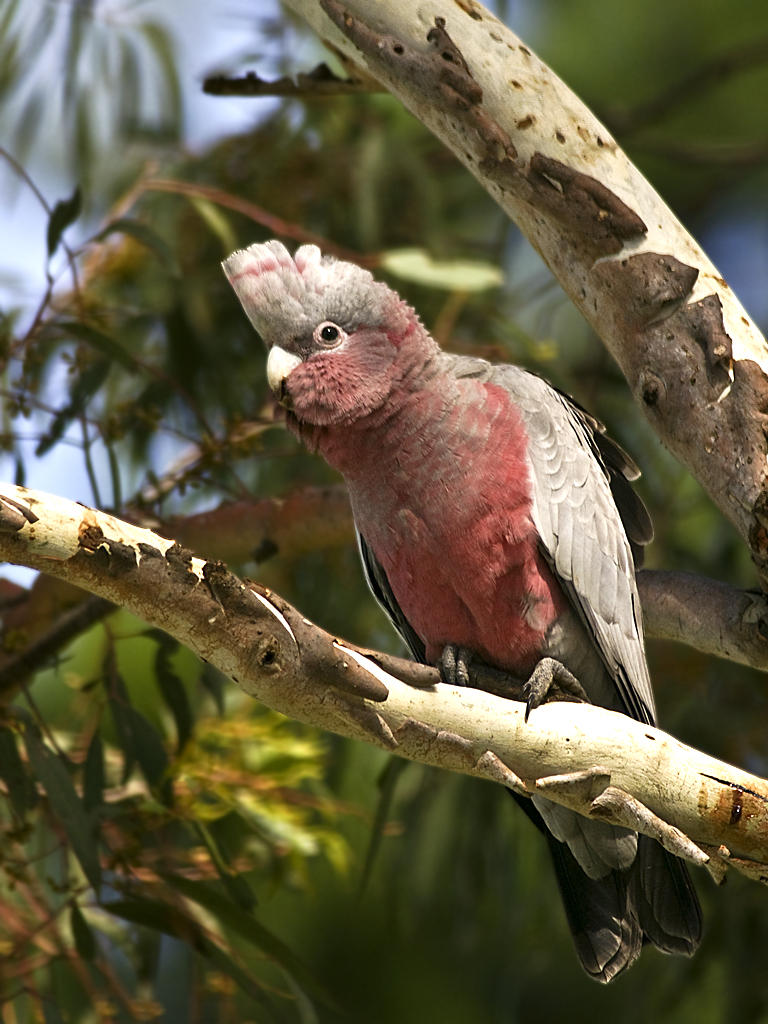
Juvenil av underarten roseicapillus.

## Ekologi
Rosenkakaduor är mycket sociala och långlivade. De som hålls som sällskapsdjur kan bli tillgivna sina ägare.